# Biegi narciarskie na Zimowych Igrzyskach Olimpijskich 1988 – sztafeta kobiet
Bieg sztafetowy kobiet podczas Zimowych Igrzysk Olimpijskich 1988 w Calgary został rozegrany 21 lutego. Wzięło w nim udział 48 zawodniczek z dwunastu krajów. Mistrzostwo olimpijskie w tej konkurencji wywalczyła reprezentacja ZSRR w składzie: Swietłana Nagiejkina, Nina Gawriluk, Tamara Tichonowa i Anfisa Riezcowa.

## Wyniki
| Pozycja | Kraj                                                                                       | Czas      | Strata   |
| ------- | ------------------------------------------------------------------------------------------ | --------- | -------- |
| 01 !    | ZSRR · Swietłana Nagiejkina · Nina Gawriluk · Tamara Tichonowa · Anfisa Riezcowa           | 59:51,1   | -        |
| 02 !    | Norwegia · Trude Dybendahl · Marit Wold · Anne Jahren · Marianne Dahlmo                    | 1:01:33,0 | +1:42,9  |
| 03 !    | Finlandia · Pirkko Määttä · Marja-Liisa Kirvesniemi · Marjo Matikainen · Jaana Savolainen  | 1:01:53,8 | +2:02,7  |
| 4       | Szwajcaria · Karin Thomas · Sandra Parpan · Evi Kratzer · Christina Gilli-Brügger          | 1:01:59,4 | +2:08,3  |
| 5       | NRD · Kerstin Moring · Simone Opitz · Silke Braun · Simone Greiner-Petter                  | 1:02:19,9 | +2:28,8  |
| 6       | Szwecja · Lis Frost · Anna-Lena Fritzon · Karin Lamberg-Skog · Marie-Helene Westin         | 1:02:24,9 | +2:33,8  |
| 7       | Czechosłowacja · Ľubomíra Balážová · Viera Klimková · Ivana Rádlová · Alžbeta Havrančíková | 1:03:37,1 | +3:46,0  |
| 8       | Stany Zjednoczone · Dorcas DenHartog · Leslie Thompson · Nancy Fiddler · Leslie Bancroft   | 1:04:08,8 | +4:17,7  |
| 9       | Kanada · Angela Schmidt-Foster · Carol Gibson · Lorna Sasseville · Marie-Andrée Masson     | 1:04:22,6 | +4:31,5  |
| 10      | Włochy · Klara Angerer · Guidina Dal Sasso · Elena Desderi · Stefania Belmondo             | 1:04:23,6 | +4:32,5  |
| 11      | RFN · Stefanie Birkelbach · Karin Jäger · Birgit Kohlrusch · Sonja Bilgeri                 | 1:05:48,6 | +5:57,5  |
| 12      | Rumunia · Ileana Hangan-Ianoșiu · Mihaela Cârstoi · Adina Țuțulan-Șotropa · Rodica Drăguș  | 1:10:59,9 | +11:08,8 |